# (4255) Spacewatch
(4255) Spacewatch es un asteroide perteneciente al cinturón exterior de asteroides descubierto el 4 de abril de 1986 por el equipo del Spacewatch desde el Observatorio Nacional de Kitt Peak, Estados Unidos.

## Designación y nombre
Spacewatch fue designado al principio como 1986 GW.
Posteriormente, en 1990, se nombró en honor de los miembros del equipo de descubridores.

## Características orbitales
Spacewatch está situado a una distancia media del Sol de 3,969 ua, pudiendo alejarse hasta 4,578 ua y acercarse hasta 3,36 ua. Tiene una excentricidad de 0,1535 y una inclinación orbital de 2,609 grados. Emplea 2888 días en completar una órbita alrededor del Sol.
Spacewatch forma parte del grupo asteroidal de Hilda.

## Características físicas
La magnitud absoluta de Spacewatch es 13,1 y el periodo de rotación de 20 horas.